# Ґраново (Поморське воєводство)
Ґраново (пол. Granowo) — село в Польщі, у гміні Хойниці Хойницького повіту Поморського воєводства.
Населення — 191 особа (2011).
У 1975—1998 роках село належало до Бидгощського воєводства.

## Демографія
Демографічна структура станом на 31 березня 2011 року:
|          | Загалом | Допрацездатний вік | Працездатний вік | Постпрацездатний вік |
| -------- | ------- | ------------------ | ---------------- | -------------------- |
| Чоловіки | 98      | 28                 | 66               | 4                    |
| Жінки    | 93      | 17                 | 58               | 18                   |
| Разом    | 191     | 45                 | 124              | 22                   |